# Metałurh Donieck
Metałurh Donieck (ukr. Футбольний клуб «Металург» Донецьк, Futbolnyj Kłub „Metałurh” Donećk) – były ukraiński klub piłkarski z siedzibą w Doniecku. Założony w roku 1996.
Do lata 2015 występował w rozgrywkach ukraińskiej Premier Lihi. 12 czerwca 2015 połączył się z klubem Stal Dnieprodzierżyńsk i przestał istnieć.

## Historia
Chronologia nazw:
- 1996–2015: Metałurh Donieck (ukr. «Металург» Донецьк)

Klub Metałurh w Doniecku został założony 17 czerwca 1996 roku na bazie klubu z Drugiej Lihi Szachtar, który reprezentował miasto Szachtarsk położonego około 55 km od Doniecka. Kierownictwo Szachtara nie miało środków dla dalszego istnienia, a kierownictwo Donieckiego Metalurgicznego Kombinatu dawno marzyli o profesjonalnym piłkarskim klubie. Tak pomiędzy jesienną a wiosenną rundami powstał klub Metałurh Donieck, któremu przekazano prawo występu w Drugiej Lidze a klub Szachtar Szachtarsk ogłosił bankructwo. Pierwszym prezydentem klubu został wybrany Ołeksandr Kosewycz.
Właścicielem klubu jest Związek Przemysłowy „Donbas”. Dlatego mając taki mocny finansowy potencjał Metałurh Donieck zaczął piąć się do szczytów piłkarskiej hierarchii. W pierwszym sezonie 1996/97 wywalczono awans do Pierwszej Lihi, a w następnym 1997/98 awans do Wyższej Lihi. Mając potężne finansowanie klub często zapraszał znanych piłkarzy i trenerów. Występując w Wyższej Lidze klub zawsze jest w gronie faworytów. 3 razy zdobył 3 miejsce w sezonach 2001/02, 2002/03, 2004/05, mając przed sobą tylko takich grandów jak Dynamo Kijów i Szachtar Donieck.
W sezonie 2014/15 zajął 8 miejsce i po fuzji w czerwcu 2015 z pierwszoligowym klubem Stal Dnieprodzierżyńsk został rozformowany, jednak przez procedury rejestracyjne był zmuszony 10 lipca 2015 ogłosić o rezygnacji z uczestnictwa w Premier-lidze aby Stal mogła zając miejsce Metałurha w Premier-lidze.

## Sukcesy

### Trofea międzynarodowe
| \| \| Zdobyte trofea w rozgrywkach międzynarodowych (stan na: 31-05-2015) \| |                                                                     |      |                                            |
| Rozgrywki                                                                    | Osiągnięcie                                                         | Razy | Sezon(y)                                   |
| · Liga Europy · (Puchar UEFA)                                                | zdobywca                                                            | 0    |                                            |
| · Liga Europy · (Puchar UEFA)                                                | finalista                                                           | 0    |                                            |
| · Liga Europy · (Puchar UEFA)                                                | I runda kw.                                                         | 4    | 2002/2003, 2003/2004, 2004/2005, 2005/2006 |
| FIFA                                                                         | Zdobyte trofea w rozgrywkach międzynarodowych (stan na: 31-05-2015) |      |                                            |

### Trofea krajowe
Ukraina
| \| \| Zdobyte trofea w rozgrywkach Ukrainy (stan na: 31-05-2015) \| |                                                            |      |                  |
| Rozgrywki                                                           | Osiągnięcie                                                | Razy | Sezon(y)         |
| · Mistrzostwo                                                       | I miejsce                                                  | 0    |                  |
| · Mistrzostwo                                                       | II miejsce                                                 | 0    |                  |
| · Mistrzostwo                                                       | III miejsce                                                | 3    | 2002, 2003, 2005 |
| Puchar                                                              | zdobywca                                                   | 0    |                  |
| Puchar                                                              | finalista                                                  | 0    |                  |
| Puchar                                                              | półfinalista                                               | 2    | 2010, 2012       |
| · Superpuchar                                                       | zdobywca                                                   | 0    |                  |
| · Superpuchar                                                       | finalista                                                  | 1    | 2012             |
| II liga                                                             | I miejsce                                                  | 1    | 1997             |
| II liga                                                             | II miejsce                                                 | 0    |                  |
| II liga                                                             | III miejsce                                                | 0    |                  |
| Ukraina                                                             | Zdobyte trofea w rozgrywkach Ukrainy (stan na: 31-05-2015) |      |                  |

### Inne trofea
- III liga Ukrainy (Druha liha):
  - wicemistrz (1x): 1996

## Stadion
Od czasu swego założenia klub rozgrywa swoje mecze domowe na stadionie Metałurh, wybudowanym w 1952 roku. Po ostatniej rekonstrukcji może pomieścić 5 094 widzów i ma wymiary 106 × 68 metrów.

## Piłkarze

### Piłkarze na wypożyczeniu
| Nr | Poz. | Piłkarz                                  |
| -- | ---- | ---------------------------------------- |
|    | NA   | Ołeh Miszczenko (wypożyczony do Worskły) |
|    | BR   | Ołeksandr Musijenko (wypożyczony do?)    |

## Trenerzy
- 04.1996–06.1997:  Jewhen Korol
- 07.1997–08.1998:  Wołodymyr Onyszczenko
- 08.1998–10.1998:  Wołodymyr Hawryłow
- 03.1999–04.1999:  Ihor Jaworski
- 05.1999–08.1999:  Mychajło Sokołowski
- 08.1999–12.2002:  Semen Altman
- 01.2003–07.2003:  Ołeksandr Sewidow
- 08.2003–03.2004:  Wim Vrösch (p.o.)
- 03.2004–06.2004:  Ton Caanen
- 07.2004–03.2005:  Slavoljub Muslin
- 03.2005–06.2005:  Witalij Szewczenko
- 07.2005–03.2006:  Ołeksandr Sewidow
- 03.2006–05.2006:  Stepan Matwijiw
- 07.2006–12.2006:  Ángel Alonso
- 12.2006–05.2007:  Co Adriaanse
- 05.2007–12.2007:  Jos Daerden
- 12.2007–04.2008:  Serhij Jaszczenko
- 04.2008–11.2010:  Nikołaj Kostow
- 11.2010–12.2010:  Wołodymyr Pjatenko (p.o.)
- 01.2011–05.2011:  Andriej Gordiejew
- 05.2011–23.08.2012:  Wołodymyr Pjatenko (p.o.)
- 23.08.2012–05.08.2013:  Jurij Maksymow
- 05.08.2013–07.08.2013:  Wołodymyr Pjatenko (p.o.)
- 07.08.2013–22.05.2014:  Siergiej Taszujew
- 16.06.2014–12.06.2015:  Wołodymyr Pjatenko

## Europejskie puchary
Legenda do wszystkich tabel:
- Q – runda eliminacyjna, 1/16, 1/8, 1/4, 1/2 – odpowiednia faza rozgrywek, Grupa – runda grupowa, 1r gr – pierwsza runda grupowa, 2r gr – druga runda grupowa, F – finał, R – runda, PO – play-off
- k. – rzuty karne, los. – losowanie, Dogr. – dogrywka, w. – zasada bramek strzelonych na wyjeździe

| Sezon   | Rozgrywki   | Runda | Przeciwnik         | Dom | Wyjazd | Ogólnie    |
| ------- | ----------- | ----- | ------------------ | --- | ------ | ---------- |
| 2002/03 | Puchar UEFA | 1R    | Werder Brema       | 2–2 | 0–8    | 2–10       |
| 2004/05 | Puchar UEFA | 2Q    | FC Tiraspol        | 3–0 | 2–1    | 5–1        |
| 2004/05 | Puchar UEFA | 1R    | S.S. Lazio         | 0–3 | 0–3    | 0–6        |
| 2005/06 | Puchar UEFA | 2Q    | FC Sopron          | 2–1 | 3–0    | 5–1        |
| 2005/06 | Puchar UEFA | 1R    | PAOK FC            | 2–2 | 1–1    | 3–3, w.    |
| 2009/10 | Liga Europy | 2Q    | Partyzan Mińsk     | 3–0 | 2–1    | 5–1        |
| 2009/10 | Liga Europy | 3Q    | Interblock Lublana | 2–0 | 3–0    | 5–0        |
| 2009/10 | Liga Europy | PO    | Austria Wiedeń     | 2–2 | 2–3    | 4–5, Dogr. |
| 2012/13 | Liga Europy | 2Q    | FK Čelik Nikšić    | 7–0 | 4–2    | 11–2       |
| 2012/13 | Liga Europy | 3Q    | Tromsø IL          | 0–1 | 1–1    | 1–2        |
| 2013/14 | Liga Europy | 3Q    | FK Kukësi          | 1–0 | 0–2    | 1–2        |